# Ейміті-Гарденс (Пенсільванія)
Ейміті-Гарденс (англ. Amity Gardens) — переписна місцевість (CDP) в США, в окрузі Беркс штату Пенсільванія. Населення — 3715 осіб (2020).

## Географія
Ейміті-Гарденс розташоване за координатами 40°16′10″ пн. ш. 75°43′51″ зх. д. / 40.26944° пн. ш. 75.73083° зх. д. (40.269351, -75.730789).  За даними Бюро перепису населення США в 2010 році переписна місцевість мала площу 3,08 км², з яких 3,07 км² — суходіл та 0,00 км² — водойми.

## Демографія
Згідно з переписом 2010 року, у переписній місцевості мешкали 3402 особи в 1226 домогосподарствах у складі 970 родин. Густота населення становила 1105 осіб/км².  Було 1272 помешкання (413/км²).
Расовий склад населення:
| - 93,3 % — білих - 2,8 % — чорних або афроамериканців - 1,3 % — азіатів |

До двох чи більше рас належало 1,9 %. Частка іспаномовних становила 2,9 % від усіх жителів.
За віковим діапазоном населення розподілялося таким чином: 25,4 % — особи молодші 18 років, 60,3 % — особи у віці 18—64 років, 14,3 % — особи у віці 65 років та старші. Медіана віку мешканця становила 40,6 року. На 100 осіб жіночої статі у переписній місцевості припадало 96,5 чоловіків;  на 100 жінок у віці від 18 років та старших — 93,6 чоловіків також старших 18 років.
Середній дохід на одне домашнє господарство  становив 88 795 доларів США (медіана — 66 736), а середній дохід на одну сім'ю — 103 679 доларів (медіана — 86 779). За межею бідності перебувало 6,3 % осіб, у тому числі 7,0 % дітей у віці до 18 років та 7,4 % осіб у віці 65 років та старших.
Цивільне працевлаштоване населення становило 1765 осіб. Основні галузі зайнятості: освіта, охорона здоров'я та соціальна допомога — 21,0 %, виробництво — 14,4 %, науковці, спеціалісти, менеджери — 9,9 %, роздрібна торгівля — 9,0 %.